# Килланн
Килланн (англ. Killanne; ирл. Cill Anna) — деревня в Ирландии, находится в графстве Уэксфорд (провинция Ленстер).
Здесь была похоронена святая Файнхе.
Кейт Вебстер, урождённая Кейт Лолер, убийца Джулии Марты Томас родилась в Килланне в 1849 году.